# Tschormos
Tschormos (russisch Чёрмоз; auch Tschermos) ist eine Kleinstadt in der Region Perm (Russland) mit 2919 Einwohnern (Stand 2023).

## Geografie
Die Stadt liegt an der Westflanke des Mittleren Urals etwa 100 km nördlich der Regionshauptstadt Perm am rechten Ufer der hier zum Kamastausee aufgestauten Kama, bei der Mündung des gleichnamigen Flusses Tschormos.
Tschormos liegt im Rajon Iljinski.

## Geschichte
Tschormos entstand 1701 (nach anderen Angaben 1761) im Zusammenhang mit der Errichtung der Kupferhütte Tschormosski Sawod, welches später in ein Eisenwerk umgewandelt wurde. 1943 erhielt der Ort Stadtrecht.
Beim Füllen des Kamastausees um 1958 wurde ein Teil der Stadt und mit ihm das Eisenwerk überflutet; die Einwohnerzahl sank erheblich.

### Bevölkerungsentwicklung
| Jahr | Einwohner |
| ---- | --------- |
| 1939 | 11.771    |
| 1959 | 11.613    |
| 1970 | 8.681     |
| 1979 | 6.772     |
| 1989 | 5.907     |
| 2002 | 4.376     |
| 2010 | 3.861     |

Anmerkung: Volkszählungsdaten

## Kultur und Sehenswürdigkeiten
Trotz der Überflutung eines Teils der Stadt blieben verschiedene Bauwerke des 19. Jahrhunderts erhalten, so die Mariä-Geburts-Kirche (церковь Рождества Богородицы/ zerkow Roschdestwa Bogorodizy) von 1836 mit bemerkenswerter Turmuhr sowie das Gebäude der Werksverwaltung von 1812.

## Wirtschaft
In Tschormos gibt es ein Werk für Elektroanlagen.